# Cabreros del Río
Cabreros del Río ist ein Ort und eine nordspanische Gemeinde mit 408 Einwohnern (Stand: 2024) in der Provinz León und der Region Kastilien-León. Neben dem Hauptort Cabreros del Río gehört die Ortschaft Jabares de los Oteros zur Gemeinde.

## Lage und Klima
Cabreros del Río liegt etwa 60 Kilometer südlich von León im Nordwesten der Iberischen Meseta in einer Höhe von ca. 720 m. Der Esla begrenzt die Gemeinde im Westen. 
Das Klima im Winter ist rau, im Sommer dagegen trocken und warm; der Regen (559 mm/Jahr) fällt überwiegend im Winterhalbjahr.

## Bevölkerungsentwicklung
| Jahr      | 1970 | 1981 | 1991 | 2001 | 2011 | 2021 |
| Einwohner | 998  | 828  | 690  | 554  | 472  | 409  |

Aufgrund der durch die Mechanisierung der Landwirtschaft und der Aufgabe von bäuerlichen Kleinbetrieben ausgelösten Landflucht ist die Bevölkerung des Dorfes seit der Mitte des 19. Jahrhunderts kontinuierlich gewachsen.

## Sehenswürdigkeiten

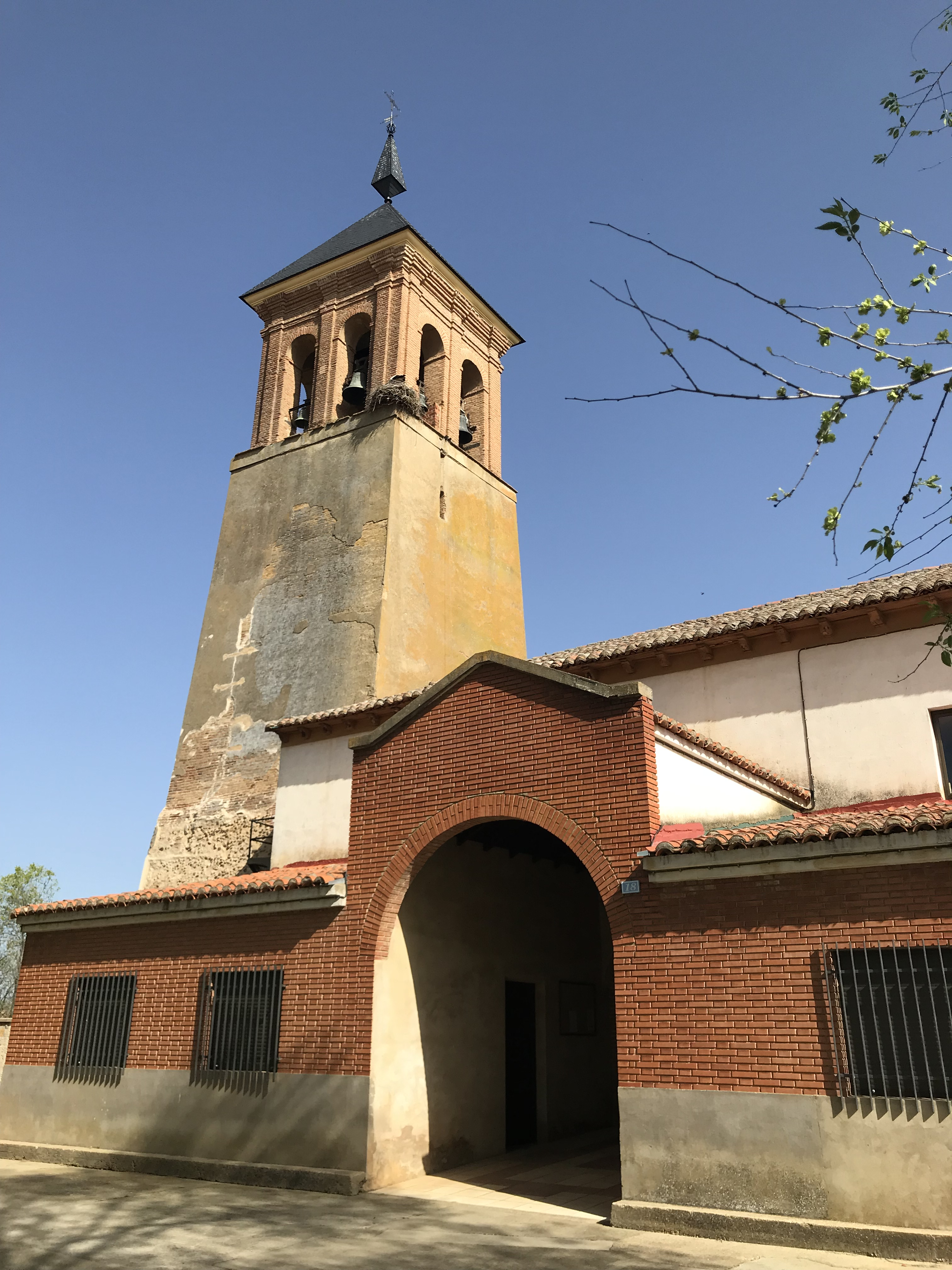
Kirche von Cabreros del Río
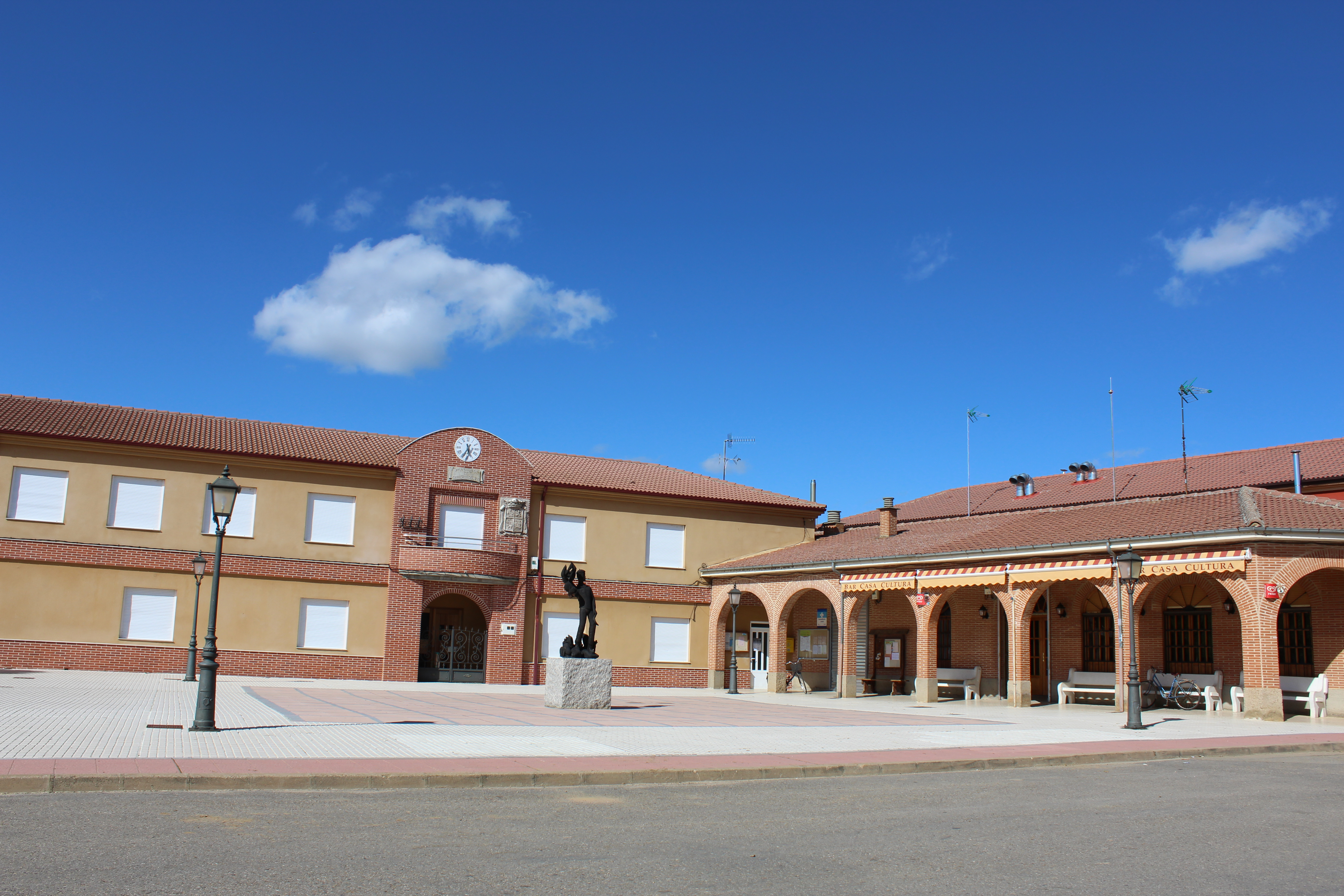
Rathaus

- Kirche von Cabreros del Río
- Rathaus